# (541067) 2018 LX4
(541067) 2018 LX4 es un asteroide perteneciente a asteroides que cruzan la órbita de Marte descubierto el 16 de septiembre de 2003 por el equipo del Spacewatch desde el Observatorio Nacional de Kitt Peak, Arizona, Estados Unidos.

## Designación y nombre
Designado provisionalmente como 2018 LX4.

## Características orbitales
2018 LX4 está situado a una distancia media del Sol de 2,423 ua, pudiendo alejarse hasta 3,293 ua y acercarse hasta 1,552 ua. Su excentricidad es 0,359 y la inclinación orbital 14,14 grados. Emplea 1377,86 días en completar una órbita alrededor del Sol.

## Características físicas
La magnitud absoluta de 2018 LX4 es 18,7. 